# マレーシア国立図書館
マレーシア国立図書館(マレーシアこくりつとしょかん、マレー語:Perpustakaan Negara Malaysia)(PMN)は、マレーシアの国立図書館。1966年に設立された。
マレーシア関係の資料はマレーシアーナ(Malaysiana)と呼ばれ、その収集で有名である。所蔵するマレー語写本『ヒカヤット・ハン・テュアン』は、国際連合教育科学文化機関(ユネスコ)の世界の記憶に登録されている。

## 歴史
1956年、マレーシア・ライブラリ・グループ(Malayan Library Group)が意見書を出す。意見書のタイトルは『Public Library Services for the Federation of Malaya』(マラヤ連邦のための公共図書館サービス)で、国立図書館設立のための準備を行う「国立図書館委員会」の設置を求めた。これにより、国立図書館設立への動きが始まる。
1966年マレーシア国立図書館は、マレーシア国立公文書館の一部門として設立される。
1987年、観光芸術文化省の下に置かれる。

## 納本制度
1966年の書籍保存法ではすべての出版社はその出版物を2部国立図書館に納本することが義務付けられていた。
1986年、書籍保存法に代わり図書館資料保存法が成立した。この法律では全ての出版社はその出版物を、有形資料の場合は5部、無形資料の場合は2部納本することが義務付けられた。